# Phare de Ponta do Boi
Le phare de Ponta do Boi (en portugais : Farol da Ponta do Boi) est un phare situé sur l'archipel l'Ilhabela, appartenant à la ville de São Sebastião, dans l'État de São Paulo - (Brésil).
Ce phare est la propriété de la Marine brésilienne  et il est géré par le Centro de Sinalização Náutica e Reparos Almirante Moraes Rego (CAMR) au sein de la Direction de l'Hydrographie et de la Navigation (DHN).

## Histoire
Ilhabela est classée parc national sous le nom de Parque Estadual de Ilhabela
Le phare a été inauguré le 10 avril 1900. C'est une tour carrée de 17 m de hauteur, avec galerie et lanterne, peinte en blanc. À côté se trouvent les maisons d'habitation des gardiens. Ce phare est localisé sur la pointe sud-est de l'archipel d'Ilhabela, séparé du continent et de la ville de São Sebastião par le détroit du même nom. Il n'est accessible, pour la maintenance, qu'en hélicoptère.
Il émet, à 70 m de hauteur focale, un éclat blanc par période de 10 secondes. Sa portée est de 22 milles nautiques (environ 40 km).
Il est aussi équipé d'un radar Racon émettant la lettre B en alphabet morse.
Identifiant : ARLHS : BRA082 ; BR3176 - Amirauté : G0484 - NGA :18616 .

## Caractéristique dufeu maritime
- Fréquence sur 10 secondes : (R)
  - Lumière : 2.5 secondes
  - Obscurité : 7.5 secondes

### Lien connexe
- Liste des phares du Brésil